# Будинок З. О. Лятушевича
Казенний дім № 30 (будинок З. О. Лятушевича) одноповерховий особняк із мезоніном, споруджений у XIX столітті в Іжевську, розташований за адресою: вулиця Сівкова, 180. Пам'ятка архітектури федерального значення. Можливий архітектор — С. О. Дудін.

## Опис
Будівля за планом має Г-подібну форму. Головний західний фасад будинку виконаний з трьох частин, має напівкруглий виступ і мезонін з балконом. Профілювання карнизів, фриза та фронтону надають особняку вигляду, характерного для російської класичної архітектури XIX століття.
У 1880-их роках прямокутні вікна були перероблені на аркові. У 1925 році були зроблені прибудови на три вікна з північного та східного боків, які порушили симетрію фасаду.
У будинку зберіглося анфіладне розташування дверей, що з'єднують еркерний зал із сусідніми приміщеннями, і металеві сходи, які ведуть до мезоніну.

## Історія
Особняк був побудований в 1807 році для протоієрея Захарія Осійовича Лятушевича. 1819 року будинок продали казначейству, внаслідок чого будівля почала називатися «казенний дім № 30».
У будівлі в різні часи розташовувалися квартири заводських чиновників, заводська аптека, приймальний покій. Після 1917 року в даних приміщеннях розміщувалися: Штаб народної армії, Комітет Іжевської організації Російської соціал-демократичної робітничої партії (більшовиків), Будинок юного пролетаря. У 1920-их роках у будівлі функціонував Державний банк. У 1945—1947 роках тут розташовувалися фонди Краєзнавчого музею Удмуртії (нині Національний музей Удмуртської Республіки імені Кузебая Герда), повернуті до Іжевська після евакуації в Сарапул. Після переїзду основної експозиції музею в будівлю Арсеналу Іжевського збройового заводу, в будинку Лятушевича до 1981 року розташовувався відділ природи музею. Потім, до 1995 року, в приміщенні розташовувалося фондосховище музею.
1995 року будівлі надано статус пам'ятки історії та культури федерального значення. Того ж року через аварійний стан будівлю закрили на капітальний ремонт, на даний час (за станом на 2021 рік) не експлуатується.
2020 року Євгеній Шумілов показав будинок зсередини, провівши віртуальний тур будівлею як спецпроект з музеєм Іжевська.

## Галерея

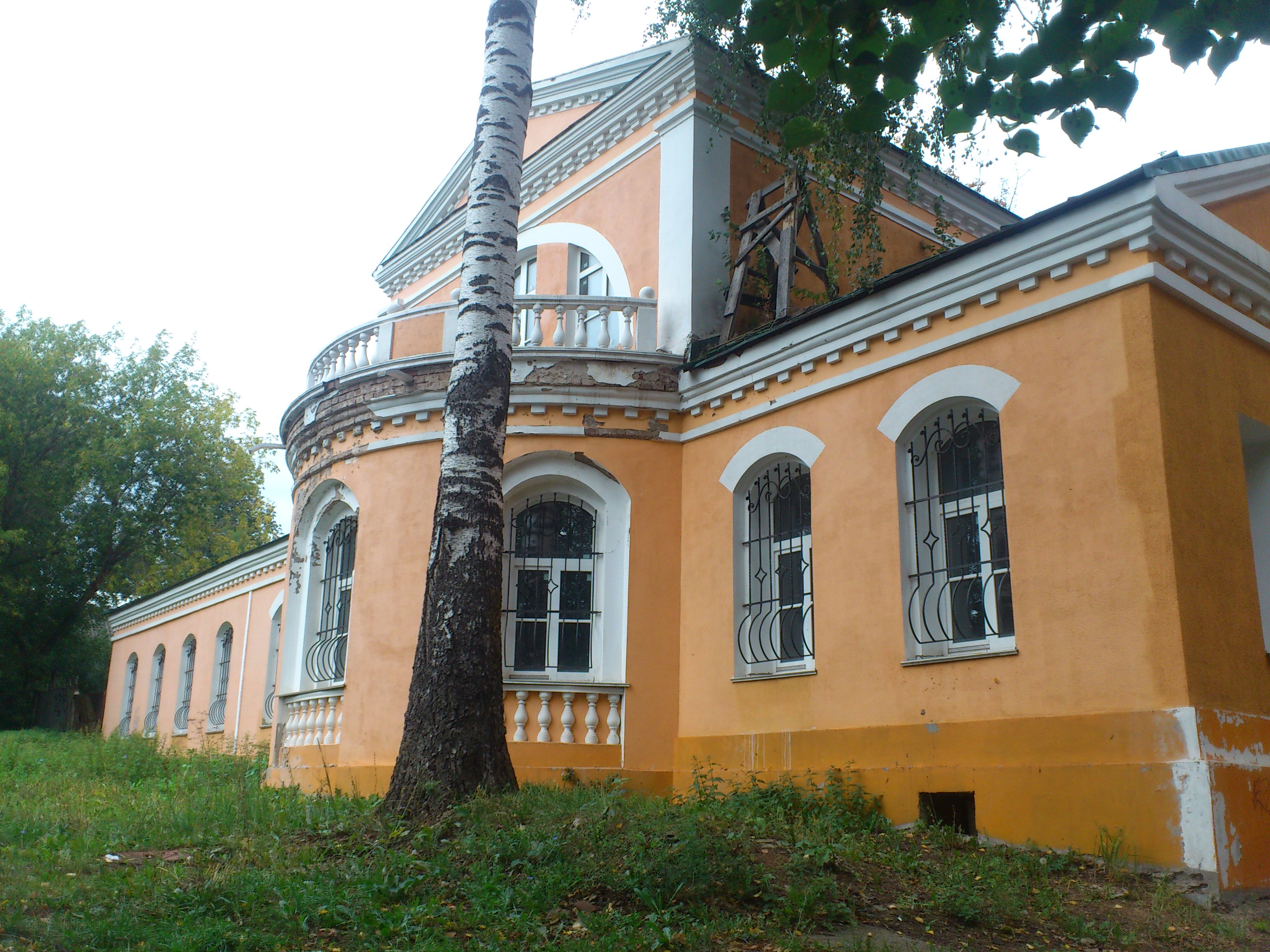
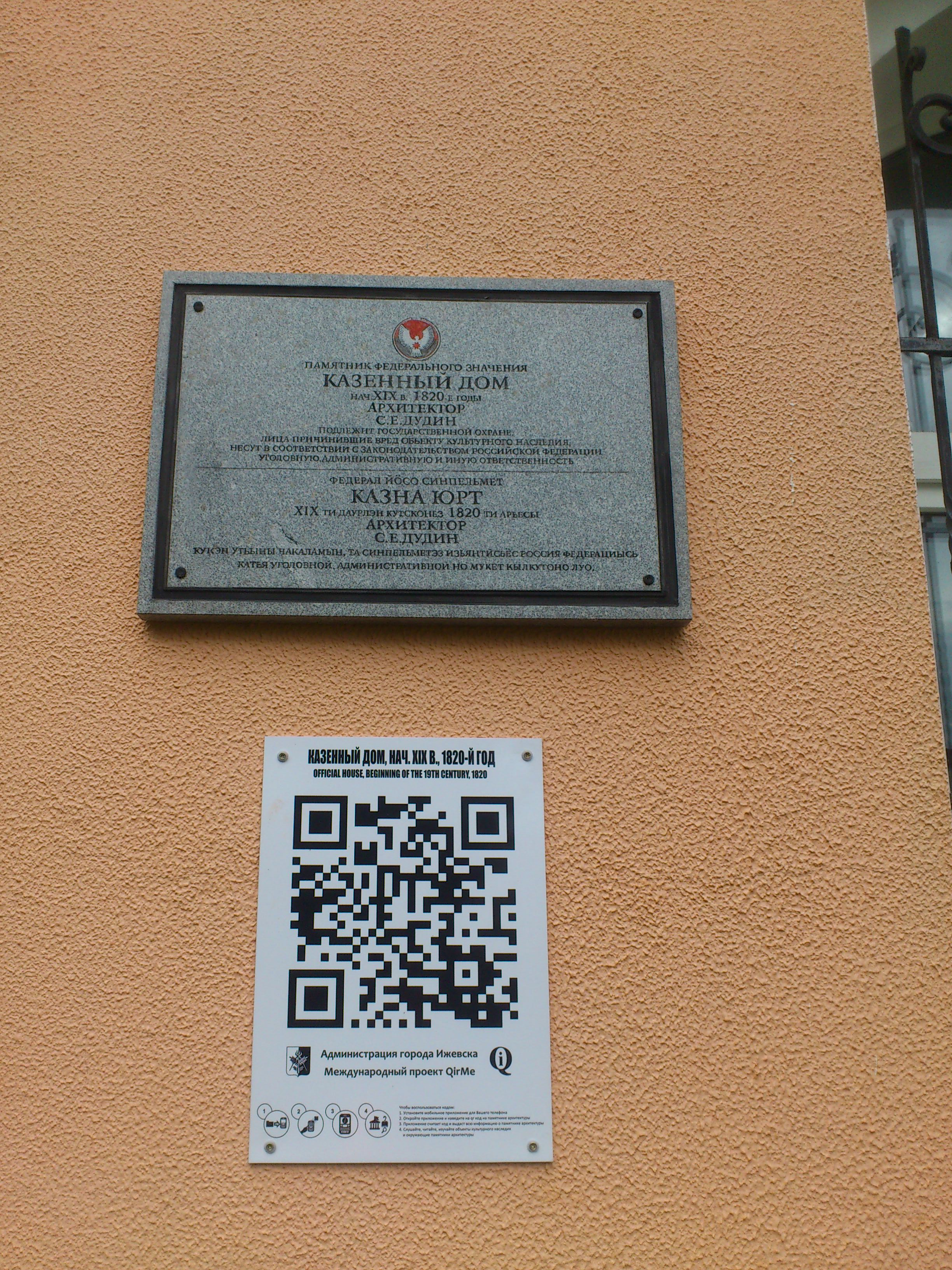
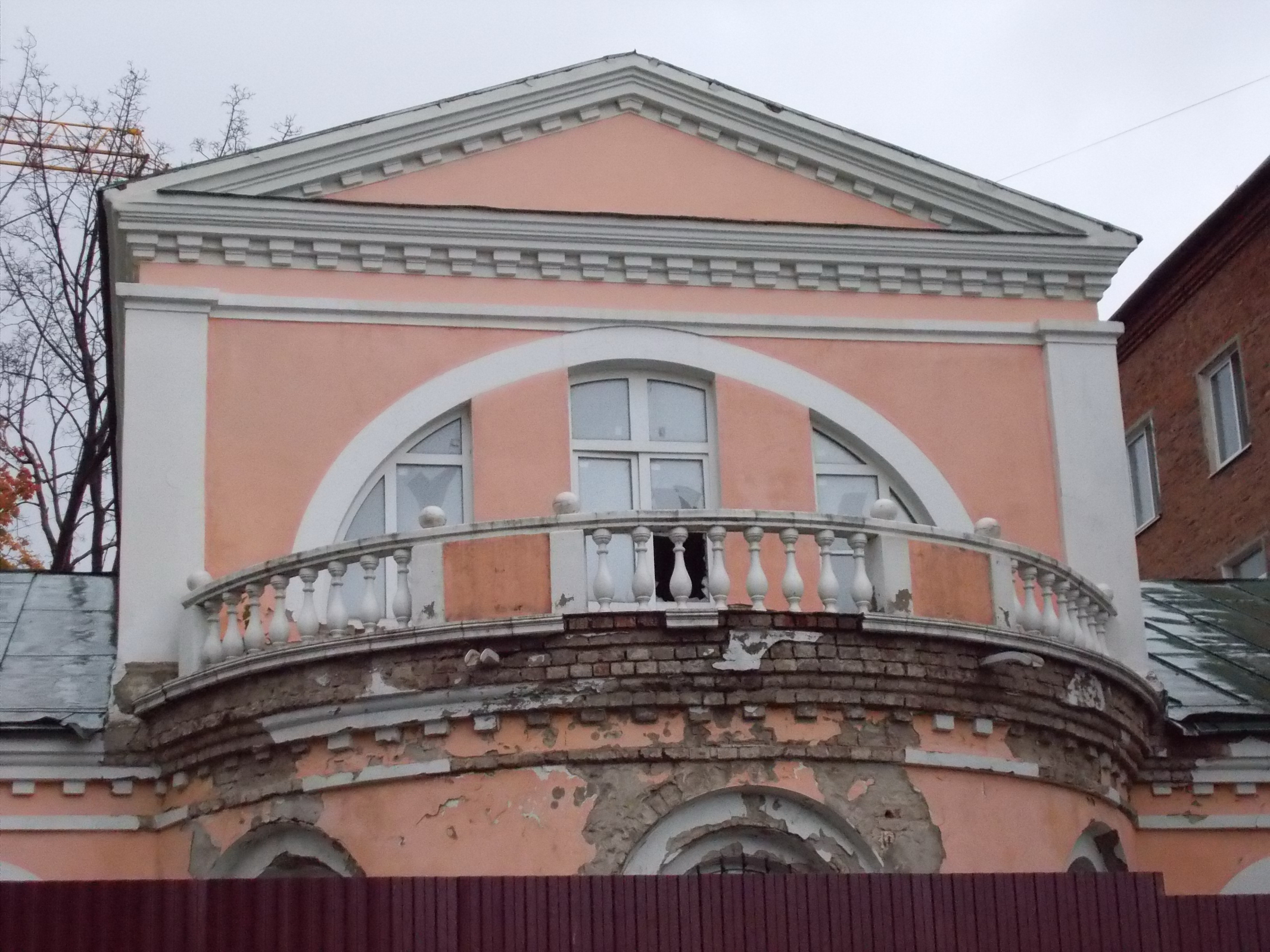
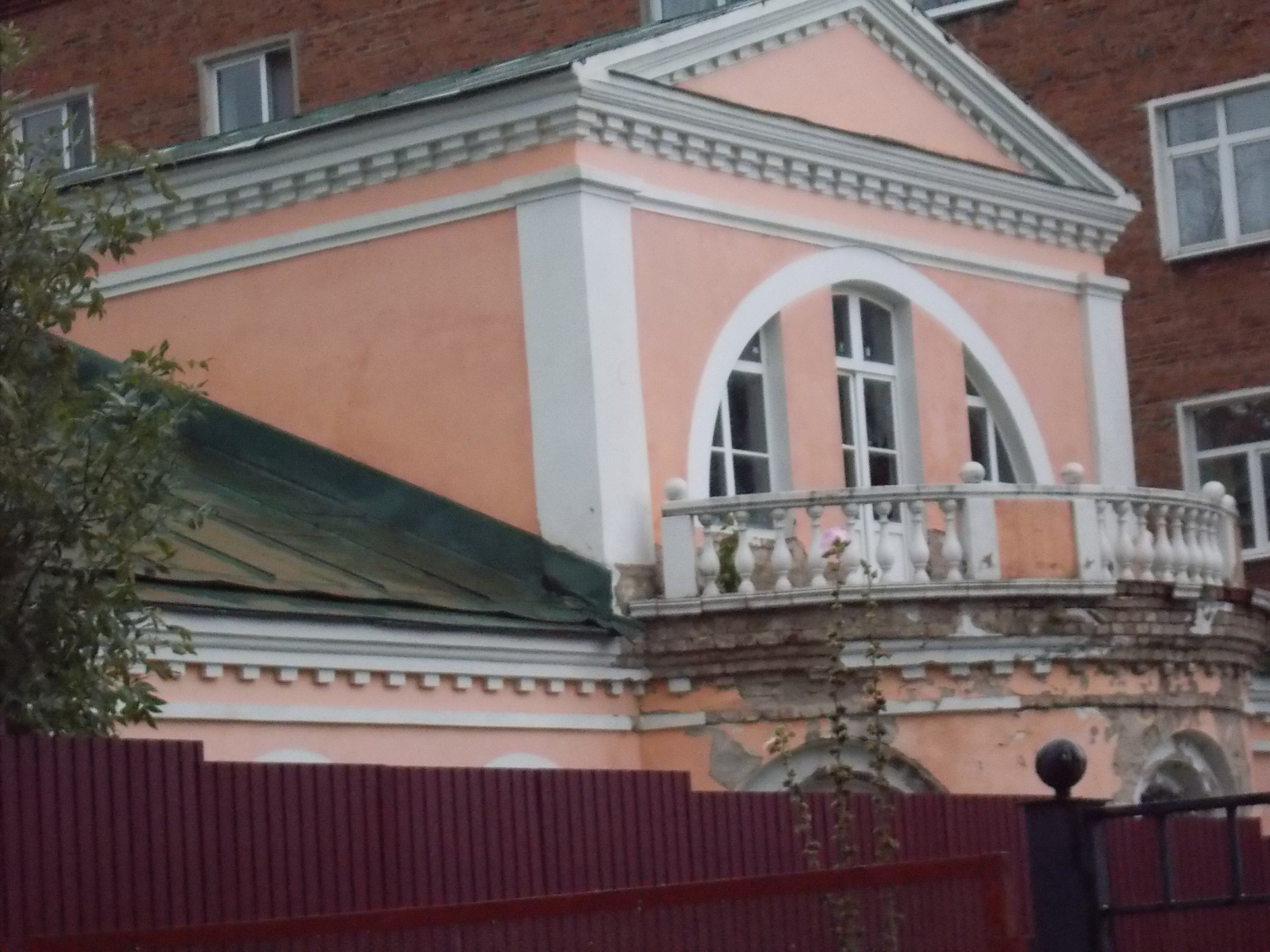
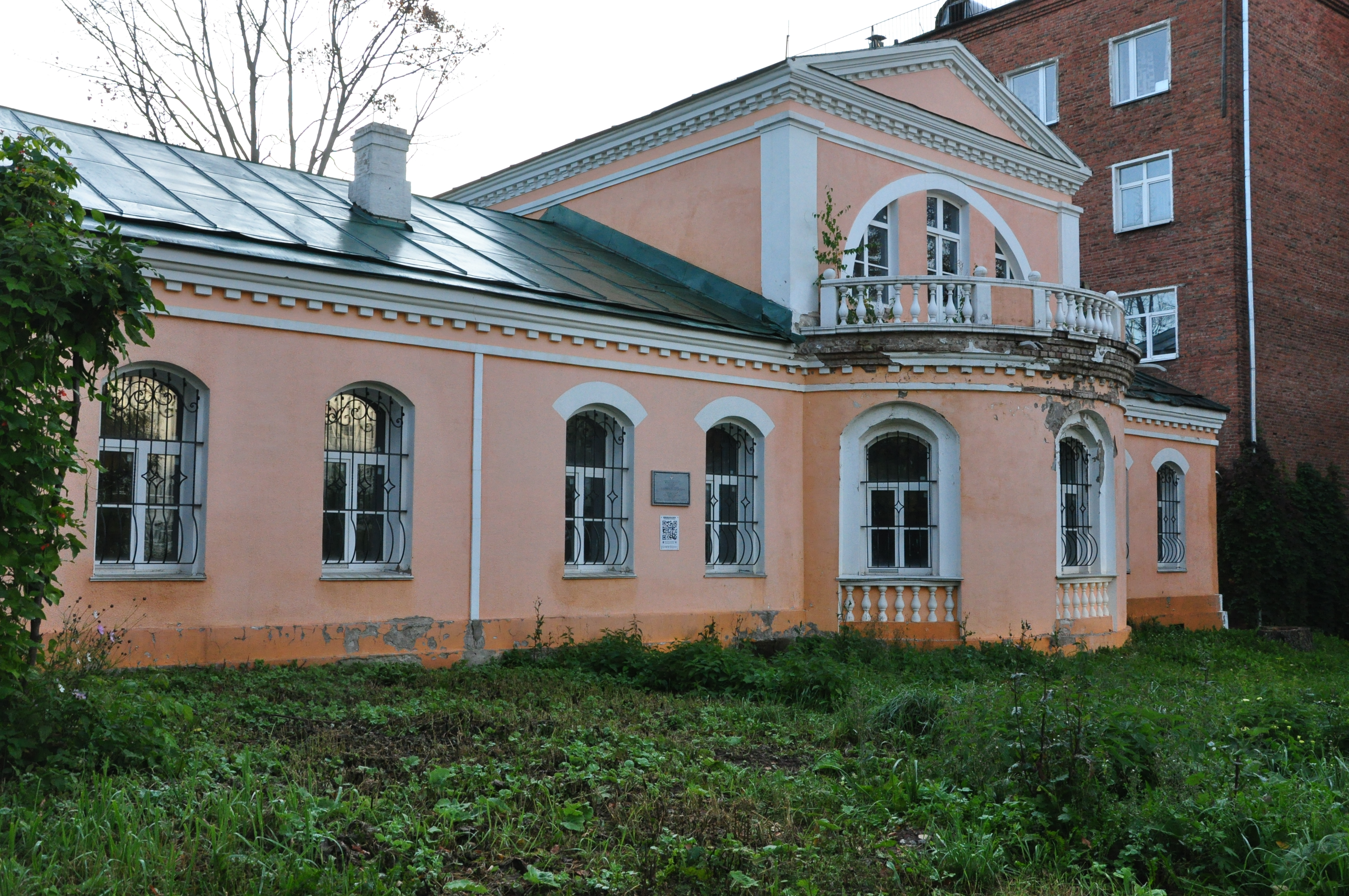
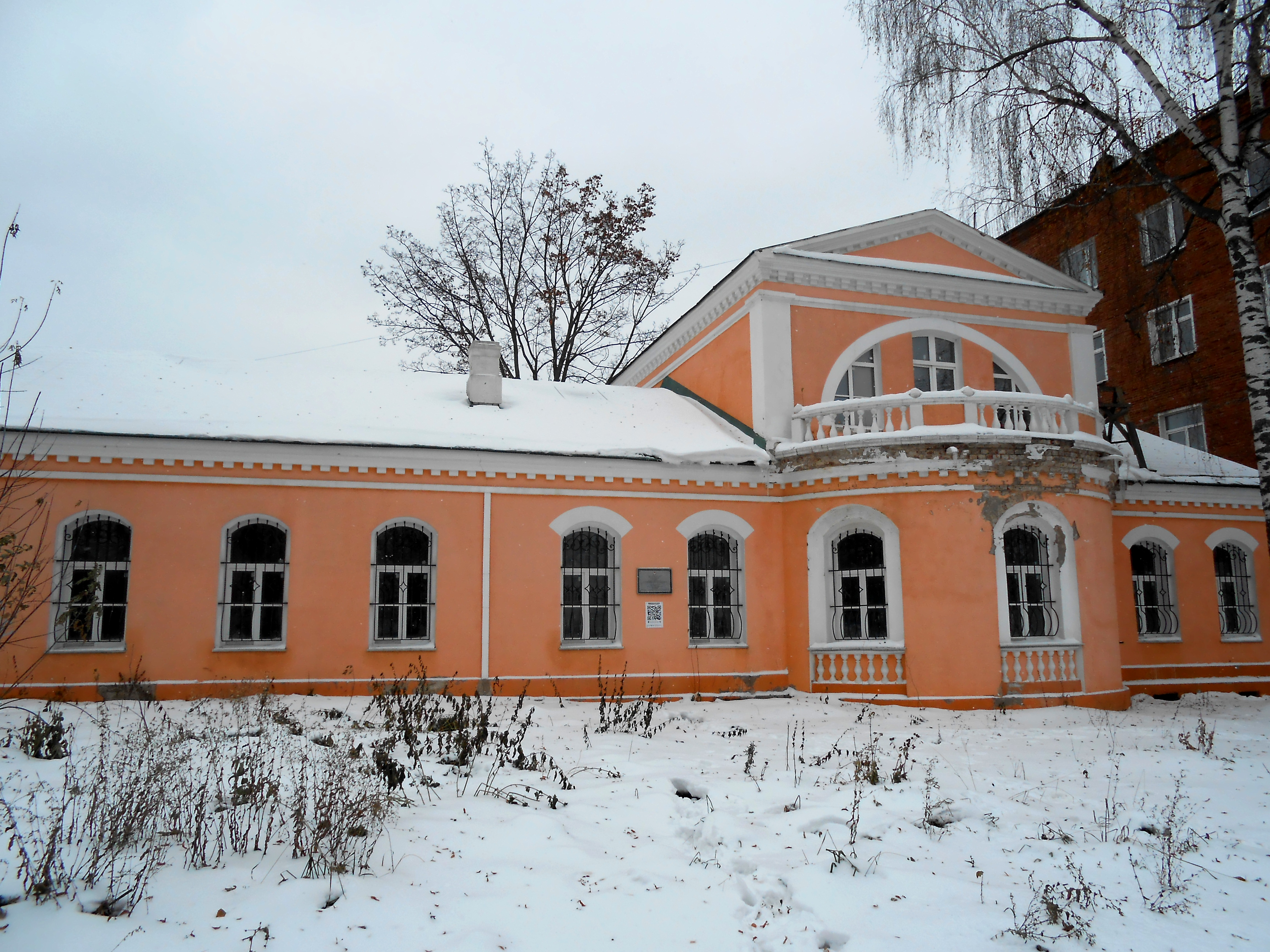